# Modisimus bribri
Modisimus bribri är en spindelart som beskrevs av Huber 1998. Modisimus bribri ingår i släktet Modisimus och familjen dallerspindlar. Inga underarter finns listade i Catalogue of Life.